# Мотобу (посёлок)
Мотобу (яп. 本部町 Мотобу-тё:) — посёлок в Японии, находящийся в уезде Кунигами префектуры Окинава. Площадь посёлка составляет 54,34 км², население — 13 593 человека (1 августа 2014), плотность населения — 250,15 чел./км².

## Географическое положение
Посёлок расположен на острове Окинава в префектуре Окинава региона Кюсю. С ним граничат город Наго и село Накидзин.

## Население
Население посёлка составляет 13 593 человека (1 августа 2014), а плотность — 250,15 чел./км². Изменение численности населения с 1980 по 2005 годы:
| 1980 | 15 307 чел. |  |
| 1985 | 15 116 чел. |  |
| 1990 | 15 043 чел. |  |
| 1995 | 14 718 чел. |  |
| 2000 | 14 522 чел. |  |
| 2005 | 14 383 чел. |  |

## Символика
Деревом посёлка считается Garcinia subelliptica.